# Perla
Perla (srednjoeng. Perle, eng. Pearl), alegorična elegijska poema na srednjoengleskome jeziku iz kasnoga XIV. st. nepoznatoga pjesnika. Pisana je na sjeverozapadnome međuzemskome narječju srednjoengleskoga jezika i jedno je od najvažnijih očuvanih djela na toj inačici engleskoga jezika. Prvi put je otisnuta 1884. godine iz jedinoga očuvanoga primjerka, koji je isprva bio dio znamenite zbirke rukopisa Roberta Cottona, a danas se čuva u Britanskoj knjižnici. U istomu rukopisu zapisane su još tri pjesme (Sir Gawain i Zeleni vitez, Strpljivost i Čistoća), a svima četirima pripisuje se isto autorstvo.
Perla je alegorija prerano umrle kćeri oca koji, tugujući za izgubljenim dragocjenim biserom (kćeri) i često posjećujući mjesto gdje ga je izgubio, zapada u dubok san u kojemu doživljava snoviđenje: u rajskom krajoliku, susreće svoju kćer koja ocu, a time i čitatelju, u teološko–pjesničkomu razgovoru prenosi kršćansku poruku nade, životnoga smisla i vjere u vječni život. Djevojka svomu ocu pokazuje i sliku Nebeskoga Grada, nebeske euharistije s Jaganjcem Božjim. Tijekom cijeloga razgovora otac i kćer odijeljeni su potokom. U trenutku kada sanjar pokuša prijeći vodotok, naglo se budi iz sna i razmatra njegovo značenje.
Pjesmu je na hrvatski jezik prepjevao Luko Paljetak. Na suvremeni engleski prevodili su je i John Gardner (1965.) i J. R. R. Tolkien (1975.).
U kazalištu ju je postavio Thomas Eccleshare 2013. (Perle), kada je praizvedena u Kazalištu Soho.

## Vanjske poveznice
- Prvo pjevanje Usporedni izvorni tekst i hrvatski prijevod Luke Paljetka.